# المزار (حيفا)
المزار هي قرية فلسطينيّة مهجرة منذ عام 1948. تقع القرية 19 كم جنوبا قضاء حيفا على سفح جبل الكرمل، بارتفاع 70م عن سطح البحر.

## القرية قبل عام 1948
تقع قرية المزار على بعد 19 كم جنوبي حيفا وتبعد قرابة 300م عن الطريق الساحلية المعبدة. وقد أنشئت على السفح الغربي لجبل الكرمل المطل على السهل الفلسطيني على ارتفاع 70م عن سطح البحر. يمر وادي المغارة على بعد كيلومتر واحد من جنوبها مشكلًا حدًا فاصلًا بين أراضيها وأراضي قرية جبع. نجد على بعد ربع كيلومتر من جنوبها الشرقي بئر المزار.
الشكل العام للقرية شبه مربع. وفي عام 1945 بلغت مساحتها 39 دونمًا، ومساحة أراضيها 7,976 دونما ملك اليهود منها 856 دونما، أي 10,7% فقط. ويقع ثلث أراضي القرية في جبل الكرمل والباقي في السهل الساحلي مقابل ساحل عتليت.
كان في المزار 134 نسمة من العرب عام 1922. وفي تعداد 1931 ضم سكانها إلى سكان قرية إجزم حيث ملكية معظم اراضي المزار تعود لسكان إجزم. بلغ تعداد سكان القرية في عام 1945 ما يقارب 210 نسمة. اعتمد اقتصاد سكانها على الزراعة وتربية المواشي. أهم مزروعاتها الحبوب. وزرعت الخضر في مساحات صغيرة منها. وفي الموسم عام 1943 كان في القرية 100 دونمًا مزروعة زيتونًا مثمرًا، معظمها في شمال وجنوب غرب القرية على حافة السهل الساحلي. كما زرع البرتقال في خمسة دونمات. بالإضافة لانتشار الغابات فوق أراضي القرية الواقعة في جبل الكرمل.
يقال ان تسمية القرية تعود إلى كثرة مواضع الزيارات بمعنى المزارات فيها رفات وقبور أشخاص شاركوا وقتلوا اثناء الحروب ضد الصليبيين.

## احتلال القرية

### احتلال القرية وتطهيرها عرقيّا
تم تهجير القرية في تاريخ 15 تموز 1948 بعملية عرفت باسم عملية «شوتر» بمعنى الشرطة ( שוטר في اللغة العبرية). قام بالعملية قوة عسكرية مكونة من ثلاث كتائب مختلفة جولاني، كرملي واسكندروني وقد دمرت القرية بالكامل.

## القرية اليوم
لم يبق في القرية اليوم سوى ركام من أنقاض المنازل الحجرية المنثورة في أرجاء المكان. تكسو المنطقة الأعشاب البريّة والأشواك والصبّار وأشجار التين والرمان والتوت. موقع القرية موسوم أيضًا بأجزاء الحيطان الحجرية المنتصبة وبحطام المسجد الذي ظل قائمًا حتى سنة 1983.
اقيمت مستوطنة عين كرمل على أراضي البلدة بعد 1948 ومُنشآت مثل الحديقة الوطنية المسماة «هار هكرميل».

## وصلات خارجية
- موقع فلسطين في الذاكرة